# 古胜祥
古胜祥（英語：Daniel Koo Shing Cheong，1923年8月25日—2024年），祖籍广东梅县，生于香港，香港企业家，瑞興控股有限公司主席，曾任香港中华总商会荣誉会长，第六、七、八、九届全国政协委员（1984年至2003年）。他於1932年至1940年就讀聖若瑟小學和聖若瑟書院，1940年至1944年在聖約翰大學修讀經濟系學士學位，曾獲頒意大利武士勳章和獲得上海杉達學院名譽校長名銜。
古勝祥已婚，婚後與妻子黃氏（Rose）育有3名兒子。
《星島日報》四月某天刊發登古勝祥訃聞、